# Stenichneumon militarius
Stenichneumon militarius är en stekelart som först beskrevs av Carl Peter Thunberg 1822.  Stenichneumon militarius ingår i släktet Stenichneumon och familjen brokparasitsteklar. Arten är reproducerande i Sverige.

## Underarter
Arten delas in i följande underarter:
- S. m. leucopus
- S. m. altaicus
- S. m. atrocoeruleus
- S. m. naironis